# Técnica cut-up o de recortes
La técnica cut-up o técnica de recortes es un género o técnica literaria aleatoria en la cual un texto es recortado al azar y reordenado para crear un nuevo texto.

## La técnica
Tanto la técnica de recortes como la de dobleces están cercanamente asociadas y consisten en estilos de escritura literaria que intentan romper con la linealidad de la literatura común.
- Los recortes se hacen en una obra terminada y totalmente lineal (impresa en papel) y consisten en una o varias palabras en cada pedazo recortado. Los pedazos cortados son luego reordenados en un nuevo texto. La reorganización del trabajo muy a menudo da como resultado frases nuevas sorprendentemente innovadoras. Una manera común de proceder es cortando una hoja en cuatro secciones rectangulares reordenándolas y después escribir sobre la prosa combinada tratando de compensar por los rompimientos en el sentido obtenido y de esta manera improvisar e innovar en el proceso.

- El doblado consiste en tomar dos hojas de diferentes textos lineales (con el mismo espaciado de líneas), cortarlas por la mitad y combinarlas, luego leer la página resultante. El resultado es generalmente la mezcla de los temas y es algo difícil de leer.

## Historia
Un precedente de la técnica ocurrió durante una reunión surrealista en los años 20: Tristan Tzara ofreció crear un poema en el momento sacando palabras aleatorias de un sombrero. Sobrevino un disturbio y André Bretón expulsó a Tzara del movimiento.
En los años 50 el pintor y escritor Brion Gysin desarrolló el método en mayor profundidad después de haberlo descubierto accidentalmente. Él había colocado hojas de periódico como un mantel para proteger una mesa de rayarla mientras cortaba papeles con una hojilla de afeitar. Luego de cortar sobre los periódicos pudo notar que las páginas recortadas mostraban interesantes yuxtaposiciones. Comenzó a cortar en secciones deliberadamente artículos de periódicos, los cuales reorganizó al azar. Julio Cortázar también utilizó la técnica frecuentemente en Rayuela.
Gysin le mostró la técnica al escritor William S. Burroughs en el Beat Hotel. Juntos luego aplicaron la técnica tanto a escritos impresos como a grabaciones de audio en un esfuerzo para decodificar el contenido implícito de un material. Su hipótesis era que la técnica podía ser usada para descubrir el verdadero significado de un texto. Burroughs también sugirió que la técnica de recortes podía ser utilizada como un método de adivinar el futuro diciendo que "Cuando se cortan líneas de palabras, el futuro se filtra".

## Influencia musical y en otras áreas
Burroughs le enseñó la técnica de recortes a Genesis P-Orridge en 1971 como un método para "alterar la realidad". La explicación de Burroughs es que todo es grabado y que lo que es grabado puede ser editado. P-Orridge ha empleado la técnica ampliamente como una filosofía aplicada, una manera de crear arte y música y de manejarse en la vida.
Desde comienzos de los 70s, David Bowie ha utilizado la técnica de recortes para crear la letra de algunas de sus canciones. Esta técnica influenció a Kurt Cobain en la escritura de sus canciones.
Otros músicos que trabajan con tipos de músicas basadas en sampling (muestras) como el hip hop y la música electrónica emplean una técnica similar. Muchos DJs pueden pasar horas en las tiendas de discos buscando grabaciones que contengan ritmos oscuros o interesantes o vocalizaciones u otros fragmentos para ser mezclados en nuevas composiciones.
Estas técnicas (de cortar, reordenar y reeditar sonidos) también fueron introducidas mucho antes en la música concreta.
Y de regreso al ejemplo dadaísta de Tzara, Thom Yorke aplicó un método similar en el disco Kid A de Radiohead (2000), escribiendo solo líneas separadas, poniéndolas en un sombrero y sacándolas aleatoriamente mientras la banda ensayaba las canciones. Las letras del disco Electric Arguments (2008) de Paul McCartney bajo el seudónimo de The Fireman fueron creadas a partir de esta técnica.

## Cut-ups de comportamiento
El libro colectivo del grupo anarquista CrimethInc. ex-Workers' Collective "Recetas para Desastres" contenía una receta llamada "behavioral cut-ups" (recortes de comportamiento). Esta receta es un método para transformar la vida realizando actividades que pueden ser percibidas como (en un nivel básico) recortes de dos socialmente aceptadas, o comportamientos rutinarios y unirlos para formar una actividad creativa y entretenida. La intención es que se realice una serie de recortes de este tipo por un largo período hasta que se vuelva natural y tu comportamiento haya sido alterado significativamente.
- Datos: Q252299